# 萎缩性胃炎

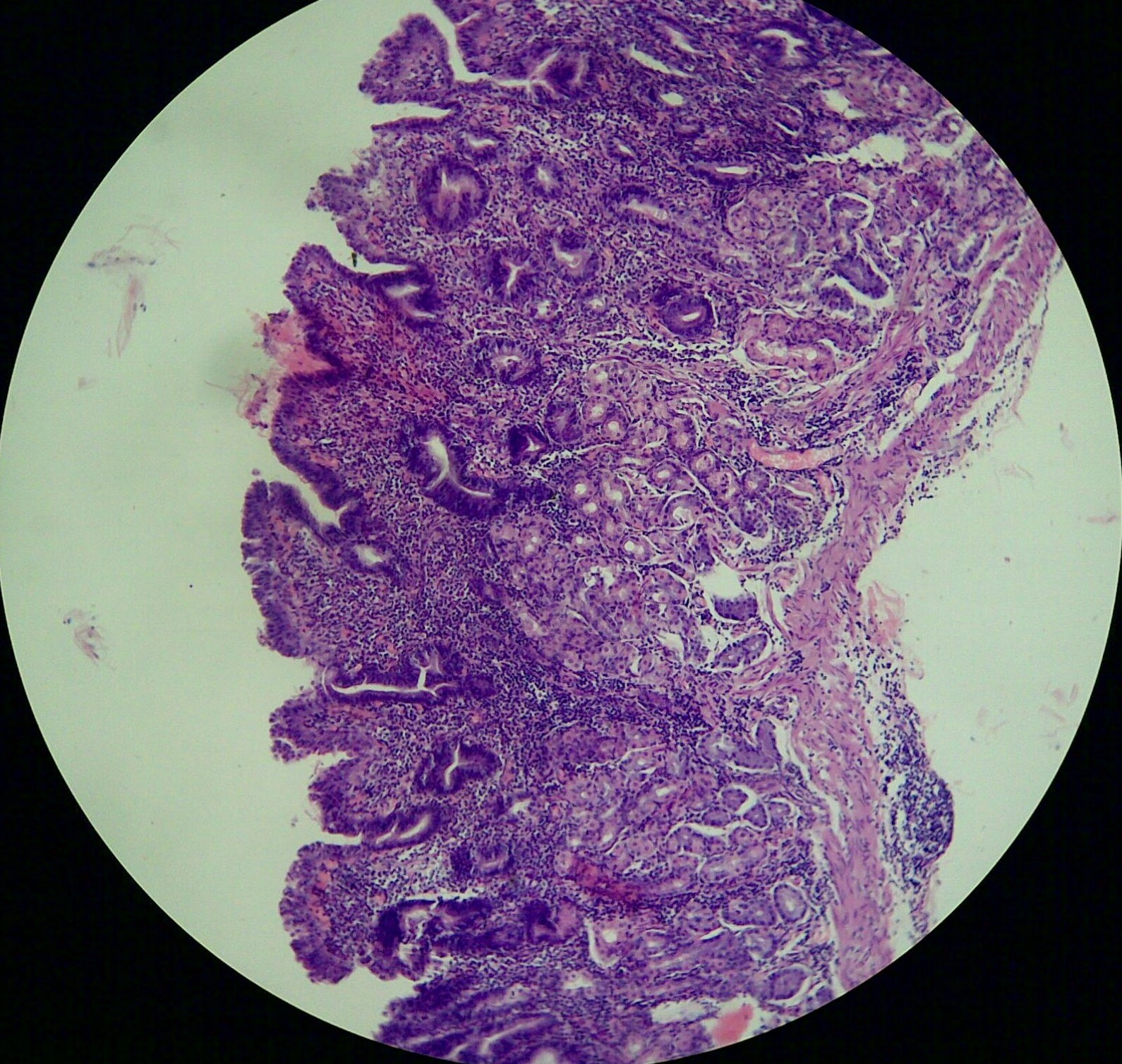
Atrophic gastritis

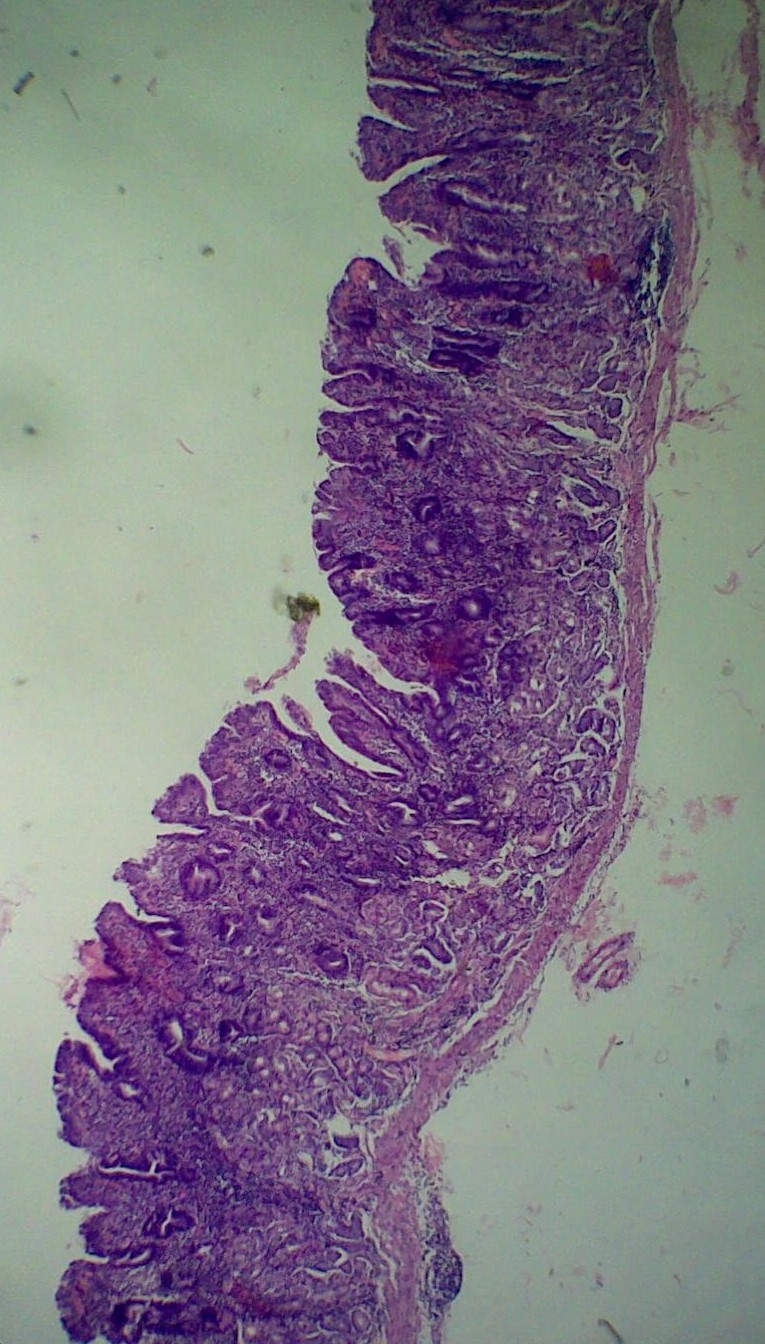
Atrophic gastritis. Low zoom.

萎缩性胃炎（atrophic gastritis）是一种胃黏膜的慢性炎症，导致胃腺细胞丧失，并最终由小肠和纤维组织取代；因此胃的胃酸、胃蛋白酶和内因子分泌功能受损，导致消化及营养功能出现问题，如：维生素B12缺乏症、恶性贫血，以及铁吸收不良造成的缺鐵性貧血。萎缩性胃炎的组织学表现为：胃黏膜固有层腺体数目减少、消失或腺管长度缩短、黏膜厚度变薄、黏膜肌层增厚；常伴有肠上皮化生、炎性反应和不典型增生。
萎缩性胃炎可由幽门螺杆菌持续感染而引起，也可源自于患者自體免疫。由自體免疫导致的慢性萎缩性胃炎又称A型胃炎（type A gastritis），统计上更有可能形成胃癌、桥本氏甲状腺炎，以及胃酸缺乏。A型胃炎主要侵扰胃底或胃体，且常并发恶性贫血。B型胃炎（type B gastritis）主要侵扰胃窦，较常见于幽门螺杆菌感染。